# Aleja Jana Pawła II w Gdańsku
Aleja Jana Pawła II (do 1990 XXX-lecia PRL) – aleja w Gdańsku, w dzielnicach Zaspa-Młyniec i Zaspa-Rozstaje. W większości biegnie na byłym pasie startowym nieistniejącego lotniska Gdańsk-Wrzeszcz.

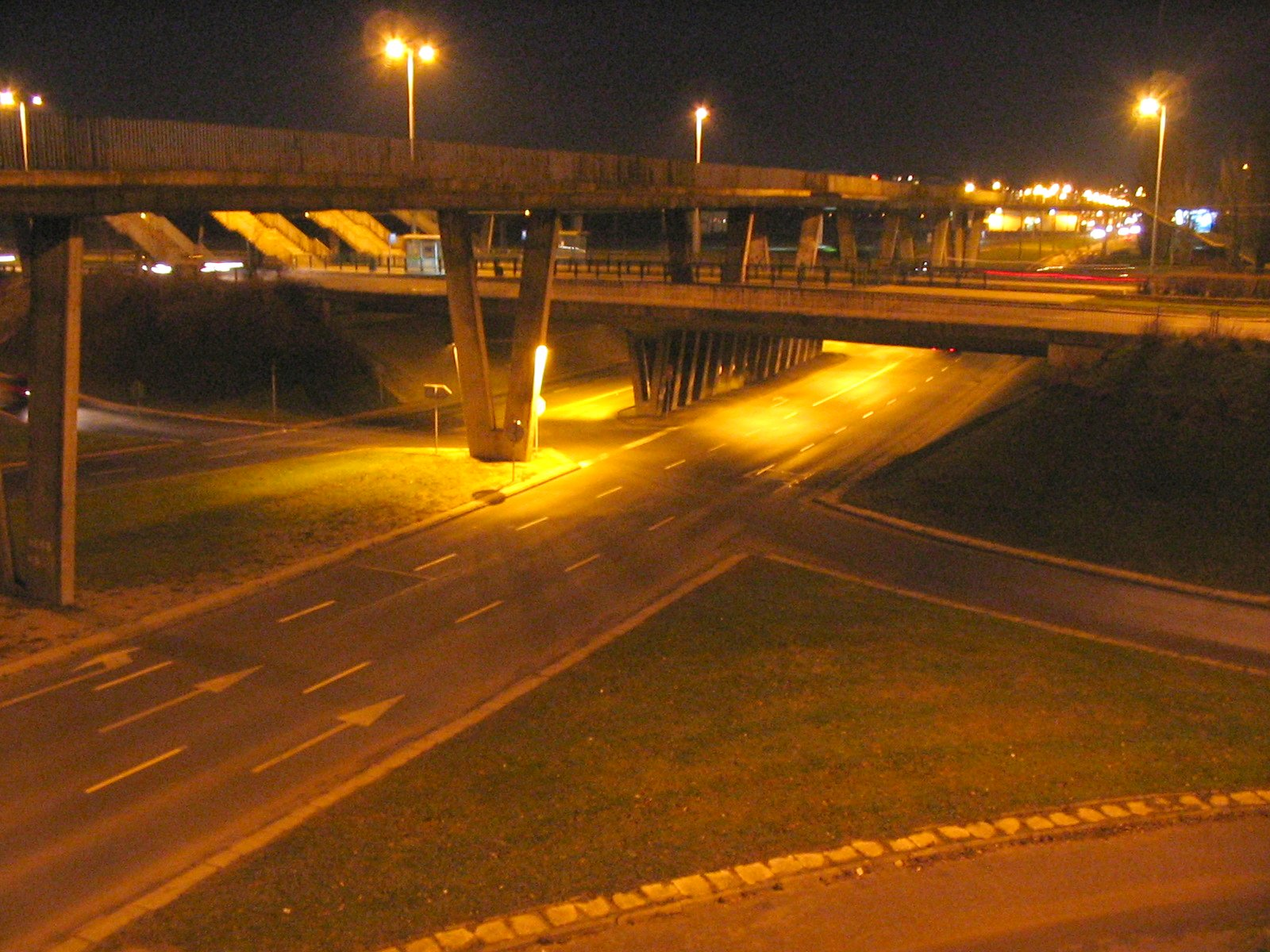
Skrzyżowanie al. Jana Pawła II (poniżej) z al. Rzeczypospolitej

Aleja wychodzi z ulicy Hynka. Przebiega dalej wzdłuż pasa startowego byłego lotniska. Przecina ją aleja Rzeczypospolitej. Dalej biegnie pomiędzy osiedlami bloków mieszkalnych Zaspy. Kończy się łącząc z ulicą Czarny Dwór, w pobliżu pasa nadmorskiego.
Aleja jest jedną z najważniejszych ulic Zaspy, prowadzi praktycznie przez całą długość dzielnicy. 
W 1987 w przylegającym do tej ulicy parku Jan Paweł II odprawił mszę. Obecnie park nosi tę samą nazwę co aleja.

## Obiekty
- Kościół pw. Opatrzności Bożej
- Pomnik Jana Pawła II
- Kościół pw. św. Kazimierza Królewicza
- Szpital św. Wojciecha
- Park im. Jana Pawła II
- Sezonowe miejsce cyrku
- Pod adresem Al. Jana Pawła II 9, w pobliżu skrzyżowania z ul. Leszczyńskich w obiekcie zbudowanym w latach 1980. znajduje się supermarket samoobsługowy należący do sieci Stokrotka (przed grudniem 2022 Biedronka, wcześniej Edeka)[1]
- 29 sierpnia 1992 r. w miejscu rozstrzelania i pierwotnego pochówku obrońców Poczty Polskiej w Gdańsku odsłonięto pomnnik "W hołdzie Bohaterom"[2].